# Jorge Campos (escritor)
Jorge Renales Fernández (Madrid, 19 de abril de 1916 – El Espinar, Segovia, 8 de julio de 1983), conocido por el pseudónimo de Jorge Campos, fue un escritor español adscrito en ocasiones a la Generación del 36, aunque su obra se desenvuelve a partir de los años de la posguerra y la transición democrática. Derrotado en la guerra civil, fue profesor en el Middlebury College en Madrid y crítico de literatura hispanomericana para la revista Ínsula. Obtuvo el Premio Nacional de Literatura en 1955.

## Biografía
Fue alumno de los padres escolapios del Colegio Calasancio de Madrid. Concluyó bachillerato en el instituto "Cardenal Cisneros" y, al terminar, estudió Magisterio en la Normal de Maestros.
Al inicio de la Guerra Civil se incorporó al ejército republicano con las milicias de la Federación Universitaria Escolar (FUE), a la que pertenecía desde sus años de estudiante de Magisterio. Durante el conflicto se ocupó de la organización de colonias escolares en la zona levantina y formó parte de la redacción de La Hora, órgano de las Juventudes Socialistas Unificadas (JSU), en el que continuó colaborando con reportajes y otros trabajos periodísticos hasta el final de la guerra. Campos alternó esas tareas en Valencia con su labor política en el Comisariado de Carros de Combate.
A finales de marzo de 1939, mientras trataba de salir de España, fue apresado en el puerto de Alicante y recluido en el campo de concentración de Albatera, del que salió el 30 de abril. Tras esto, regresó a Valencia, donde vivió hasta 1943 trabajando en diversas tareas relacionadas siempre con su vocación de escritor y periodista. Fue corrector, confeccionado, partidista en varias imprentas de la ciudad, como Gráficas Bernés, Tipografía Moderna, etc., a la vez que, según su propia frase, "andaba buscando qué publicar". Al mismo tiempo daba clases de bachillerato en academias y leía intensivamente en la Biblioteca Provincial.
Por entonces se estaba formando en Valencia un grupo de personas con afición literaria, al que pertenecían Pedro Caba, José Luis Hidalgo, Ricardo Blasco y, más tarde, José Hierro, cuyo propósito era lanzar una revista de poesía; surgió así Corcel, en 1940, una de las más significativas revistas de la postguerra ajena al Régimen. En ese mismo año, los amigos de Jorge Renales publicaron una edición de su cuento Eblis, firmado ya como "Jorge Campos", nombre que adoptó debido a las circunstancias y que ha seguido usando a lo largo de su carrera literaria.
En 1941 inició sus estudios de Filosofía y Letras en la Universidad de Valencia, que concluyó en 1943. Tras acabar la carrera regresó a Madrid, donde se dedicó durante dos años a trabajar en la preparación de su Historia de la literatura universal, encargada por la editorial Pegaso, y que vio la luz en 1946. En Madrid trabajó como becario en el "Instituto Gonzálo Fernández de Oviedo", del Consejo Superior de Investigaciones Científicas, del que fue colaborador hasta 1968. Como siempre, Jorge Campos alternaba sus tareas en el Consejo y sus colaboraciones y publicaciones, con sus clases de bachillerato. Incansable luchador, trabajó también en la clandestinidad formando parte de la Unión de Intelectuales Libres (U .I .L), desde su fundación hasta su fin en 1947.
En 1953, año de su matrimonio con María Victoria Cortés, apareció su libro de cuentos El hombre y lo demás, que reunía relatos escritos desde 1940. Ese mismo año marca el comienzo de su especialización en estudios sobre el Romanticismo español, escribiendo varios prólogos para la Biblioteca de Autores Españoles. En 1955 se le concedió el Premio Nacional de Literatura por su obra Tiempo pasado, colección de relatos inspirados en su etapa valenciana. Ya en 1946 había sido galardonado con el Premio José Luis Hidalgo por su cuento "Dos cartas del suicida Pedro Ruiz", y en 1940 con un accésit al Premio Internacional Hernández Catá, de La Habana, por su cuento El atentado.
Durante dos años —cursos de 1956-57 y 58— Jorge Campos desempeñó las cátedras de Historia de la Literatura Dramática y Cultural Literaria en la Escuela de Arte Dramático de Madrid. En esa misma época, 1956, inició su colaboración periódica en la revista Ínsula, donde dirigía la sección "Letras de América", y en la que permaneció hasta su muerte. Su trabajo en editoriales de Madrid comenzó también en esta misma década de los 50. Primero en la editorial Orión, que dirigía Fernando Baeza, y luego en Taurus, donde trabajó cerca de quince años como jefe de producción. El último de estos trabajos editoriales fue en Alianza Editorial, donde permaneció hasta que sufrió la pérdida de la vista y tuvo que abandonar el trabajo activo. Mantuvo correspondencia epistolar con numerosos escritores exiliados y frecuentó diversas tertulias literarias.
Publicó durante estos años, además de su obra de creación, obras tan importantes como ignoradas por el gran público como Conversaciones con Azorín, para Taurus (1964), y Teatro y sociedad en España (1780-1820) para Moneda y Crédito (1968), así como una serie de antologías para Alianza Editorial, de Larra, los Machado, Rubén Darío, Bécquer, Campoamor, etc. Continuó también con su labor pedagógica dando clases de literatura española e hispanoamericana en programas para estudiantes norteamericanos en España de Bowling Green College, Middlebury College y la Universidad de Nueva York.
En 1975 una disminución rápida de la visión puso de manifiesto una diabetes aguda, totalmente ignorada, que le llevó en poco tiempo a la pérdida total de la vista. Esto no impidió que siguiera trabajando incansablemente, ayudado por su mujer y sus tres hijos, hasta el mismo día de su muerte, ocurrida el 8 de julio de 1983 a causa de una hemorragia cerebral. Estando ya ciego redactó y dictó su obra Introducción a Pío Baroja, publicada por Alianza en 1981.
Esto no fue lo último que publicó, ya que a lo largo de los años fue tomando notas sobre sus experiencias de la época en la que estuvo encerrado en el campo de concentración. Solo tras la muerte de Franco se decidió a convertirlas en relatos. Resultado de aquel trabajo fueron los Cuentos sobre Alicante y Albatera, escritos cuando ya estaba ciego y enfermo y publicados dos años después de su muerte.

## Obra destacada[1]
Narrativa
- Seis mentiras en novela (en colaboración con Manuel Heredia), Valencia, 1940.
- Eblis, el triunfo del infierno. Valencia, Cosmos, 1940.
- En nada de tiempo. Santander, Zúñiga, Col. El Viento Sur, 1949.
- Vida y trabajos de un libro viejo (contados por él mismo). Valencia, Castalia, 1949.
- Pasarse de bueno. Las Palmas, Col. Planas de poesía, 1950.
- Vichori. 1951.
- El atentado. Santander, Col. Tito hombre, 1951.
- El hombre y lo demás. Valencia, Castalia, Col. Prosistas contemporáneos, 1953.
- Tiempo pasado. Premio Nacional de Literatura 1955, prólogo de Eusebio García Luengo, Santander, Cantalapiedra, 1956.
- Cuentos en varios tiempos. Santander (ed. privada, no venta), 1974.
- Elección de sepultura. Madrid, Sedmay, Col. Círculo del crimen, 1979.
- Cuentos sobre Alicante y Albatera, prólogo de Ricardo Blasco, Barcelona, Anthropos Editorial del Hombre, Col. Memoria rota, Exilios y heterodoxias, 1985.

Estudios literarios
- Historia de la literatura universal. Madrid, Pegaso, 1946.
- Conversaciones con Azorín. Madrid, Taurus, Col. Diálogos, 1964.
- Teatro y sociedad en España. 1970-1980. Madrid, Moneda y Crédito, Col. Estudios y humanidades, 1968.
- Introducción a Pío Baroja, presentación de Julio Caro Baroja. Madrid. Alianza, Col. Libro de bolsillo, 1981

Ediciones, antologías y prólogos
- Boscán, Poesías selec, y pról., Valencia, Tipografía Moderna, 1940.
- Poesía lírica castellana, present., notas y selec., Valencia, Bernés, Col. Obra creadora, 1941.
- Antología de la literatura hispanoamericana. Madrid, Pegaso, 1950.
- Espronceda, Obras completas, ed., pról. y notas, Madrid, Atlas, Bibl. de Autores Españoles, 1954.
- Enrique Gil y Carrasco, Obras completas, ed., pról. y notas, Madrid, Atlas, Bibl. de Autores Españoles, 1954.
- Serafín Estébanez Calderón, Vida y obra de "El solitario". Madrid, Atlas, Bibl. de Autores Españoles, 1955.
- Antonio Alcalá Galiano, Obras escogidas, pról. y ed., 2 vols., Madrid, Atlas, Bibl. de Autores Españoles, 1955.
- Angel Saavedra, duque de Rivas, Obras completas, ed. y pról., 3 vols., Madrid, Atlas, Bibl. de Autores Españoles, 1957.
- Poesía española, (Antología), Madrid, Taurus, Col. Ser y tiempo, 1959.
- Espronceda, estudio y antol., Madrid, Cía. Bibliográfica Española, Col. Un autor en un libro, 1963.
- Mariano José de Larra, En este país y otros artículos, pról., Madrid, Alianza, 1967.
- Antonio Flores, La sociedad de 1850, ed. y pról., Madrid, Alianza, Col. Libro de bolsillo, 1968.
- Duque de Rivas, Don Álvaro o la fuerza del sino, introd., Madrid, Taurus, Col. Temas de España, 1970.
- Calderón de la Barca, El alcalde de Zalamea y La vida es sueño, intro., Madrid, Taurus, Col. Temas de España,1973.
- Pedro Antonio de Alarcón, Novelas Completas, pról., Madrid, Aguilar, 1974.
- Armando Palacio Valdés, José, estudio y ed., Madrid, Cátedra, 1975.
- Mariano José de Larra, Artículos políticos, pról. y notas, Madrid, Taurus, Col. Temas de España, 1975.
- Antonio Machado, Poesía, introd. y antol., Madrid, Alianza, Col, Libro de bolsillo, 1976.
- Rubén Darío, Poesía, introd. y selec., Madrid, Alianza, Col. Libro de bolsillo, 1977.
- Manuel Machado, Poesías, introd, y selec, Madrid, Alianza, Col. Libro de bolsillo, 1979.
- Gustavo Adolfo Bécquer, Rimas y otros poemas, introd., Madrid, Alianza, Col., Libro de bolsillo, 1979.
- Gustavo Adolfo Bécquer, Leyendas, introd., Madrid, Alianza, Col. Libro de bolsillo, 1979.
- León Felipe, Antología poética, introd. de J.C., selec. de Alejandro Finisterre, Madrid, Alianza, Col. Libro de Bolsillo, 1981.
- Ramón de Campoamor, Poesías, introd. y selec., Madrid, Alianza, Col. Libro de bolsillo, 1983.
- Bombas, astros y otras lejanías. San Sebastián de los Reyes, Universidad Popular, 1992.

Antologías
- Cesco Vian, Carosello di narratori spagnoli, Milán, Aldo Martello, 1956.
- William H. Shoemarker, Cuentos de la joven generación, University os Illinois, 1959.
- Enrique Anderson Imbert, Veinte cuentos españoles del siglo XX, Nueva York, University of Michigan, 1961.
- Glydendal, Lukket Land, Moderne Spanske Noveller, Dinamarca, 1965.
- Edith Helman, Narradores de hoy, Nueva York, 1966.
- Domingo Santos, Antología española de ciencia-ficción, Barcelona, Edhasa, 1967.
- Adelaide Burns, Doce cuentistas españoles de la postguerra, Londres, 1968.
- Alba Ebersole, Cinco cuentistas contemporáneos, Pretencie Hall, 1969.
- Nueva dimensión. Ciencia-ficción y fantasía, Barcelona, Pomaire, 1969.
- Erna Brandenberger, Spanische Weihnacht, Zúrich, 1973.